# Битка код Нагашина
Битка код Нагашина била је одлучујућа победа Ода Нобунаге и Токугава Ијејасуа над кланом Такеда, до тада доминантном војном силом у источном Јапану. Битка је важна за војну историју Јапана као прва победа лаке пешадије (ашигару) наоружане ватреним оружјем (јапанска аркебуза) над до тада доминантном тешком коњицом састављеном од оклопљених самураја.

## Позадина

### Рат Ода Нобунаге са кланом Такеда
Борбе Ода Нобунаге за уједињење Јапана (1560-1582) довеле су га крајем 1572. у сукоб са кланом Такеда, господарима провинција Кај, Шинано, Суруга и Козуке, који је у то време сматран најмоћнијом војном силом источног Јапана. Почетком 1573 (по Грегоријанском календару) Такеда Шинген је упао у провинцију Тотоми и нанео тежак пораз уједињеној војсци Ода Нобунаге и Токугава Ијејасуа (његовог најважнијег савезника) у бици код Микатагахаре, али није искористио ову победу за даља освајања пошто је погинуо само три месеца касније у опсади замка Нода у Микави. Шингена је наследио његов знатно мање популарни и способни син Такеда Кацујори, који је успео да очува породичне поседе, али је отуђио знатан део дотаташњих савезника у тек освојеним провинцијама (изван матичне провинције Кај, постојбине клана Такеда). До почетка 1575. Такеда Кацујори је наставио да врши притисак на поседе Ода Нобунаге и Токугава Ијејасуа, заузевши више тврђава на источним границама провинција Мино и Тотоми.

### Опсада Нагашина
У пролеће 1575. Такеда Кацујори је са војском од 15.000 ратника и очевим најискуснијим заповедницима упао из провинције Шинано у источни део провинције Микава (матичне провинције клана Токугава). Пошто није успео да заузме снажно брањене замкове Оказаки (Ијејасуову престоницу) и Јамада, опсео је мали замак Нагашино на кључном стратегијском положају на путу из Шинана у Микаву. Замак Нагашино бранило је свега око 500 бранилаца, али је њихов отпор био тако одлучан да је Кацујори после 4 дана борбе одустао од напада на замак и одлучио да га глађу натера на предају. Пошто је у замку било хране за свега 4-5 дана, јадан од чаланова посаде, Тори Сунаемон, успео је да се 23. јуна провуче кроз опсадне линије и стигне у Оказаки, где се до 24. јуна 1575. окупила војска Ода Нобунаге (око 30.000) и Токугава Ијејасуа (око 8.000). На вести о кризи у Нагашину, савезници су одмах кренули у помоћ и до 27. јуна стигли око 5 километара западно од логора опсађивача: Тори Сунаемон, који је кренуо раније како би охрабрио браниоце, заробљен је на повратку у замак и разапет на очиглед својих другова у замку.

### Супротстављене снаге
Војска клана Такеда састојала се од око 5.000 самураја на коњима и око 10.000 пешака: чинили су је ратници из провинција Кај и Шинано, и мањи одреди из западног Козуке-а, Суруге и источне Микаве. Свега око 650 лаких пешака (ашигару) било је наоружано пушкама. По традиционалној стратегији самураја, коју је усавршио Такеда Шинген, Кацујоријев отац и један од најславнијих војсковођа Сенгоку периода, битке су решаване масовним јуришем тешке коњице, коју је следила пешадија наоружана за блиску борбу: сваког коњаника пратила су и подржавала по два пешака. Пушке и пројектилно оружје коришћени су скоро искључиво у опсадном ратовању.

Савезничка војска, око 38.000, састојала се већином од лаких пешака (ашигару) наоружаних дугим копљима, луковима и аркебузама. Број пушака био је велики за оно време: извори наводе од 1.500 (Хроника господара Нобунаге) до 3.500 комада. Супротно од традиционалног самурајског ратовања, лака пешадија наоружана пушкама и луковима била је у првим редовима, како би искористила своју ватрену моћ и ослабила противника пре борбе прса у прса. Укупан број самураја на коњима није износио више од 10 процената читаве војске, и они су већином били у резерви, иза лаке пешадије.

## Битка

### Ратни распоред
Војска клана Такеда која је опседала замак Нагашино (око 15.000 људи) била је распоређена између планине Хораиџи на северу и планине Тобинозу на југу, удаљених око 3,5 километра, заштићена са запада реком Такисава (данас Кансагава) која је текла од севера према југу од подножја планине Хораиџи до ушћа у реку Норимото (данас Тојокава), која је штитила јужни бок бојишта,од истока према западу: Нагашино је био на самом ушћу, окружен рекама са запада и југа.
Савезничка војска била је распоређена око 5 километара западно од Нагашина, у долини код села Шитара и на брду Гокуракуџи, где је био Нобунагин штаб. Нобунага је постепено прикупио своју војску (око 30.000) у долини, кришом од непријатељских извиђача. Положај у првој линији био је привилегија локалних самураја, па га је заузео Токугава Ијејасу са својим људима, на ниском брегу по имену Такамацујама. Уз њега су били Нобунагини главни вазали Такикава Сакон, Тојотоми Хидејоши и Нива Горозаемон са својим одредима, окренути према логору клана Такеда на истоку. Палисада за одбијање коњице била је подигнута испред Ијајасуовог и Такикавиног положаја.
По Хроници господара Нобунаге, да је Такеда Кацујори одлучио да заузме одбрамбени положај на планини Тобинозу, са реком испред себе, савезници се не би усудили да га нападну. Уместо тога, Кацујори је оставио део војске (око 3.000 са свим расположивим пушкама) подељен у 7 одреда да настави опсаду Нагашина, а са остатком (око 12.000) прешао је реку Такисава и напредовао око 3,5 километра на запад и пришао савезничким положајима на око 2 километра, поделивши војску у 13 одреда.

### Савезнички обухват са југа
Желећи да искористи подељеност непријатељских снага, Ода Нобунага је издвојио око 2.000 најбољих стрелаца и аркебузира из Ијејасуове војске и придодао им још 500 аркебузира и део својих коњичких гардиста. Ова војска, укупно око 4.000 бораца, кренула је 27. јуна око 8 часова увече и прешла реку Тојокава, током ноћи обишла противничке снаге са југа кроз шуму и 28. јуна око 8 сати ујутро избила на планину Тобинозу изнад Нагашина и истакла своје заставе. Уз бојне покличе и испаливши својих неколико стотина аркебуза све одједном, савезнички одред је разбио опсадне снаге Такеда (око 3.000) подељене у 7 одреда, спалио њихова утврђења и продро у замак Нагашино. Изненађени, остаци опсадних снага су се разбежали и у нереду побегли на север, према планини Хораиџи.

### Јуриш коњице клана Такеда
На вести о победи код замка Нагашино, Нобунага је наредио својим лаким пешацима да заузму положаје у близини непријатељских линија. Тако нападнут са две стране (пошто је Нагашино у позадини његове војске сада био у рукама савезника), Такеда Кацујори је наредио јуриш. Први напад водио је Јамагата Масакаге: уз пратњу ратних бубњева, коњица и пешадија Такеда су јуришале на савезничку палисаду коју је бранило око 1.000 (или по другим изворима чак 3.000) аркебузира. Разбијени ватром из пушака, узмакли су натраг, али их је заменио други талас, који је водио Такеда Нобукадо (Нобуцуна), Шингенов млађи брат. Нобукадини људи су напали, повукли се, поново напали, али су аркебузе проредиле њихове редове. Када их је више од пола изгинуло, повукли су се, али их је заменио трећи талас - одред Обата Шигесаде из западног Козуке-а, у црвеним оклопима. Ратници клана Такеда били су вешти коњаници, а њихова тактика била је натерају своје коње право међу непријатеља. И они су јуришали, али Нобунагини људи, заклоњени иза палисада, спремно су их дочекали аркебузама. Више од пола Обатиних ратника оборено је пушчаном паљбом, а остаци су се повукли са бојишта. Четврти јуришни талас био је одред Такеда Тенкју-а (Такеда Нобутојо, син Шингеновог брата Нобушигеа), самураји у црним оклопима. Тако су се јединице клана Такеда смењивале, али ниједан Нобунагин одред није напустио заклон и кренуо у борбу прса у прса: уместо тога лака пешадија наставила је да пуца из пушака. Тако је и четврти одред нападача тучен ватром из пушака све док се није повукао. Пети талас водио је Баба Нобуфуса (Нобухару), најславнији генерал покојног Шингена, али Нобунагини људи наставили да се бране иза барикада, и Бабина формација разбијена је ватром и повукла се као и остале.
Битка је беснела од свитања 28. јуна до Сата Овце (око 14 часова): ратници клана Такеда нападали су у таласима, али су ватром из пушака одбијани од барикада и њихово људство постепено се истрошило. Преживели су се окупили око заставе господара Такеда Кацујорија, који је најзад схватио да је ситуација безнадежна. Сви заједно побегли су на север према планини Хораиџи: тек тада Нобунагина војска је напустила положаје и кренула у гоњење. У журби да побегне, Кацујори је напустио свој логор са свим залихама и опремом.

## Последице
На бојном пољу погинуло је око 10.000 ратника клана Такеда, од чувених самураја до обичних пешадинаца. Између осталих, погинуо је Баба Нобухару и још 18 великаша клана Такеда и њихових савезника из провинција Каи, Шинано, Козуке и Суруга. Овај пораз уништио је цвет војске и готово све заповеднике клана Такеда. Поседи клана Такеда у провинцијама Мино, Микава и Тотоми остали су без подршке и пали су убрзо после битке. Замак Ивамура у провинцији Мино пао је непосредно после битке, а у провинцији Тотоми одржао се само замак Такатенџин. Овај пораз толико је уздрмао углед клана Такеда да га је напустила већина савезника, и Такеда Кацујори био је принуђен да остане у дефанзиви у својим матичним провинцијама, све до коначне Нобунагине офанзиве на исток и пада клана Такеда у лето 1582.